# Újbárd
Újbárd (ukránul: Новобарово) település Ukrajnában, Kárpátalján, a Técsői járásban.

## Fekvése
Técsőtől északnyugatra, a Szeklence-patak mellett, Mihálka és Vajnág közt fekvő település.

## Története
Újbárd nevét 1389-ben említette először oklevél Wybarfalwa néven. 1430-ban Wybard, 1462-ben Wy- barthfalwa, 1555-ben Wybrad néven írták.
A falu a 14. század második felében keletkezett. Első ismert birtokosa a Vajnági család volt, később a Dolhaiaké és a Bereg megyei Komlósi családé lett.
1910-ben 992 lakosából 13 magyar, 167 német, 799 ruszin volt. Ebből 10 római katolikus, 813 görögkatolikus, 169 izraelita volt. A trianoni békeszerződés előtt Máramaros vármegye Técsői járásához tartozott.